# Thysanococcus squamulatus
Thysanococcus squamulatus är en insektsart som beskrevs av Stickney 1934. Thysanococcus squamulatus ingår i släktet Thysanococcus och familjen Halimococcidae. Inga underarter finns listade i Catalogue of Life.